# 能代東インターチェンジ
能代東インターチェンジ（のしろひがしインターチェンジ）は、秋田県能代市にある秋田自動車道のインターチェンジである。
国道7号琴丘能代道路（バイパス道路）として供用され、無料区間のため料金所は設置されていない。2007年8月12日まで秋田自動車道の終点だった。

## 道路

### 本線
- E7 秋田自動車道（14番）

### 接続する道路
- 国道7号
- 秋田県道64号能代二ツ井線

## 周辺
- 奥羽本線 東能代駅
- イオンタウン能代

## 隣
E7 秋田自動車道
(13)能代南IC - (14)能代東IC - (15)二ツ井白神IC